# Радісне (Березівський район)
Радісне — селище Знам'янської сільської громади, Березівський район, Одеська область в Україні. Староста Хайнацька Наталія Володимирівна

## Населення

### Мова
Розподіл населення за рідною мовою за даними перепису 2001 року:
| Мова                | Відсоток |
| ------------------- | -------- |
| українська          | 80,20%   |
| російська           | 18,56%   |
| інші/не визначилися | 1,24%    |

## Символіка
На зеленому щиті срібний лелека що летить, і тримає у дзьобі гілочку з калиною, який супроводжується угорі Покровом Пресвятої Богородиці, а унизу, обабіч срібними плодами цукрових буряків із стеблом і листям у перев'язь. Щит розміщено у золотому картуші та увінчаний срібною міською мурованою короною з трьома зубцями.
Плоди цукрових буряків нагадують, що цей населений пункт почав будуватися у другій половині 1960-х років завдяки наявності тут цукрового заводу, який закрили і порізали на брухт на початку 2010-х рр.

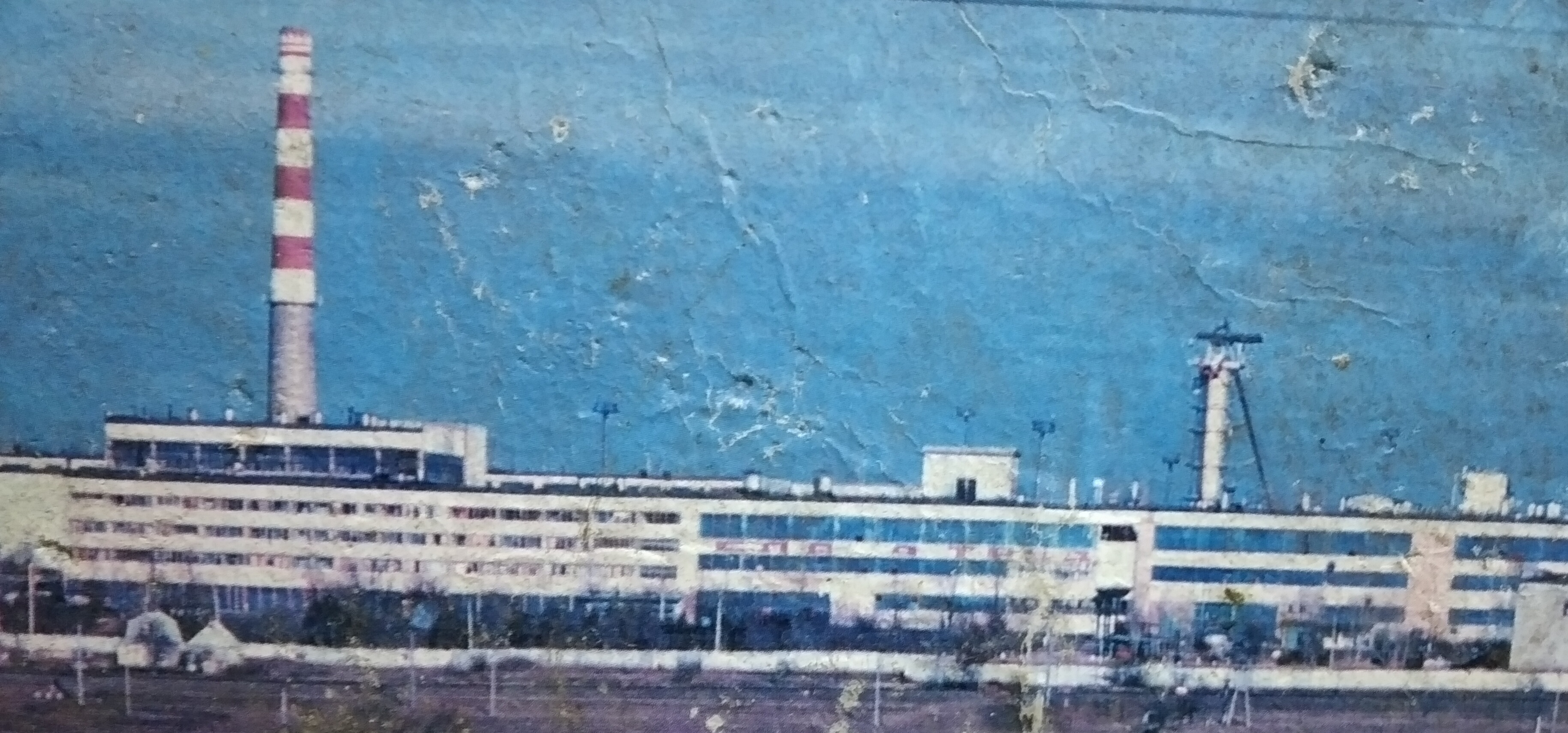
Червонознам'янський цукровий завод (фото 2002 року)

## Об'єкти соціальної інфраструктури
Є загальноосвітня школа I—III ступенів, дитячий садок «Берізка», амбулаторія, музична школа, старостат.

## Економіка
- ТОВ «Трапеза» — сільськогосподарський виробник (зберігання та фасування круп — рис, кус-кус тощо).[3][4][5][6]